# Crotalaria filiformis
Crotalaria filiformis är en ärtväxtart som beskrevs av George Bentham. Crotalaria filiformis ingår i släktet sunnhampor, och familjen ärtväxter.

## Underarter
Arten delas in i följande underarter:
- C. f. filiformis
- C. f. kerrii